# Michał Łabędzki
Michał Łabędzki (ur. 24 września 1980 w Łodzi) – były polski piłkarz, występujący na pozycji obrońcy, bądź pomocnika; były piłkarz plażowy i reprezentant Polski. Wicemistrz Polski w siatkonodze z 2008 roku. Uczestnik Mistrzostw Świata w piłce nożnej plażowej 2017.

## Kariera piłkarska
Michał Łabędzki piłkarską karierę rozpoczynał w ŁKS Łódź. Do kadry pierwszego zespołu został włączony w sezonie 1998/1999, zaś w następnym regularnie pojawiał się w pierwszym składzie. W ekstraklasie zadebiutował 18 września 1999 roku w przegranym 0:1 meczu z Polonią Warszawa. Po spadku ŁKS do drugiej ligi, piłkarz pozostał w drużynie i szybko stał się podstawowym zawodnikiem – przez następne dwa lata zagrał w 68 spotkaniach. Przed sezonem 2002/2003 trafił do Piotrcovii Piotrków, która latem 2003 roku przeniosła swoją siedzibę do Szczecina i zmieniła swoją nazwę na MKS Pogoń.
W sezonie 2003/2004 Łabędzki wraz z Pogonią awansował do ekstraklasy. Przez następne półtora roku był jej podstawowym zawodnikiem. W przerwie zimowej rozgrywek 2005/2006 na zasadzie wypożyczenia trafił do swojego macierzystego klubu – ŁKS. Rozegrał w nim w drugiej lidze 16 meczów i strzelił jednego gola. Następnie powrócił do Pogoni. 18 grudnia 2006 roku przeszedł do Górnika Łęczna, w którym wywalczył sobie miejsce w podstawowej jedenastce. Po karnej degradacji klubu do trzeciej ligi za udział w aferze korupcyjnej, Łabędzki odszedł do Arki Gdynia, z którą w sezonie 2007/2008 awansował do ekstraklasy. W kolejnych rozgrywkach wystąpił w 28 meczach, a duet stoperów tworzył z Dariuszem Żurawiem. 28 sierpnia 2009 roku podpisał kontrakt z Zagłębiem Lubin. Po sezonie spędzonym w tym klubie wrócił do ŁKS-u. 1 lipca 2012 roku podpisał kontrakt z Olimpią Grudziądz, gdzie grał do 2015 i rozegrał w niej 108 meczów. Na rundę wiosenną sezonu 2015/2016 przeniósł się do Sokoła Aleksandrów Łódzki, gdzie zakończył karierę w piłce trawiastej.

### Piłka plażowa
Zawodnik reprezentował takie kluby jak Grembach Łódź, KP Kris-Max Łódź. W latach 2016–2019 reprezentował barwy BSCC AZS SAN Łódź. W 2016 roku zadebiutował także w reprezentacji Polski w piłce plażowej, z którą pojechał na Mistrzostwa Świata w Piłce Nożnej Plażowej 2017 na Bahamach.

#### Występy w reprezentacji
| Mecze i gole w reprezentacji A | Mecze i gole w reprezentacji A | Mecze i gole w reprezentacji A | Mecze i gole w reprezentacji A | Mecze i gole w reprezentacji A | Mecze i gole w reprezentacji A | Mecze i gole w reprezentacji A |
| Lp.                            | Data                           | Miasto                         | Przeciwnik                     | Gol                            | Wynik                          | Rozgrywki                      |
| ------------------------------ | ------------------------------ | ------------------------------ | ------------------------------ | ------------------------------ | ------------------------------ | ------------------------------ |
| 1.                             | 02.11.2016                     | Dubaj                          | Brazylia                       |                                | 2:5                            | Puchar Interkontynentalny 2016 |
| 2.                             | 03.11.2016                     | Dubaj                          | Zjednoczone Emiraty Arabskie   | Gol                            | 2:2, k. 2:0                    | Puchar Interkontynentalny 2016 |
| 3.                             | 04.11.2016                     | Dubaj                          | Stany Zjednoczone              |                                | 6:3                            | Puchar Interkontynentalny 2016 |
| 4.                             | 05.11.2016                     | Dubaj                          | Egipt                          |                                | 3:3, k. 2:0                    | Puchar Interkontynentalny 2016 |
| 5.                             | 14.02.2017                     | Buszehr                        | Iran                           |                                | 2:3                            | Persian Beach Soccer Cup       |
| 6.                             | 15.02.2017                     | Buszehr                        | Włochy                         |                                | 3:2                            | Persian Beach Soccer Cup       |
| 7.                             | 16.02.2017                     | Buszehr                        | Ukraina                        |                                | 2:4                            | Persian Beach Soccer Cup       |
| 8.                             | 05.04.2017                     | Portimão                       | Portugalia                     |                                | 4:5                            | mecz towarzyski                |
| 9.                             | 06.04.2017                     | Portimão                       | Portugalia                     |                                | 3:3, rz.k. 2:0                 | mecz towarzyski                |
| 10.                            | 28.04.2017                     | Nassau                         | Japonia                        |                                | 4:9                            | Mistrzostwa Świata 2017        |
| 11.                            | 30.04.2017                     | Nassau                         | Brazylia                       |                                | 4:7                            | Mistrzostwa Świata 2017        |
| 12.                            | 02.05.2017                     | Nassau                         | Tahiti                         |                                | 4:8                            | Mistrzostwa Świata 2017        |

## Życie prywatne
Ma syna Jana (ur. 2006) który jest zawodnikiem ŁKS-u Łódź.